# Круз Алта (Уејтамалко)
Круз Алта (шп. Cruz Alta) насеље је у Мексику у савезној држави Пуебла у општини Уејтамалко. Насеље се налази на надморској висини од 1253 м.

## Становништво
Према подацима из 2010. године у насељу су живела 4 становника.

### Хронологија
| Година       | 2000          | 2005         | 2010 |
| ------------ | ------------- | ------------ | ---- |
| Становништво | 113 (57 / 56) | 67 (36 / 31) | 4    |

### Попис
| # | Индикатор                     | Вредност |
| - | ----------------------------- | -------- |
| 1 | Укупно домаћинстава           | 1        |
| 2 | Укупно насељених домаћинстава | 1        |
| 3 | Величина локације             | 1        |